# FV Monte Galiñeiro
El FV Monte Galiñeiro fue un barco pesquero español que se hundió el 22 de febrero de 2009 a 400 kilómetros (250 millas) al este de San Juan, la capital de la provincia de Terranova.
El buque de vigilancia pesquera CCGS Leonard J. Cowley de la Guardia Costera de Canadá estaba realizando una patrulla de rutina cuando respondió a la llamada de socorro del Monte Galineiro y llegó en diez minutos, rescatando a los veintidós tripulantes del barco. La causa del hundimiento no está actualmente aclarada, pero posiblemente fue causada por un incendio. El barco se hundió en veinte minutos; muchos tripulantes fueron encontrados en el agua sin chalecos salvavidas, y uno estaba en ropa interior. Un tripulante fue atendido por hipotermia y otro por inhalación de humo. Los tripulantes procedían de Galicia, Ghana, Marruecos, Rumanía y una bióloga madrileña.